# Diabolical Masquerade
Diabolical Masquerade war eine schwedische Ein-Mann-Band mit Black-Metal-Einflüssen. Die Band wurde 1993 in Stockholm als Nebenprojekt von Anders Nyström (aka Blakkheim) gegründet, bekannt für seine Arbeit als Gitarrist von Katatonia.

## Geschichte
Alle Musik wurde von Katatonia-Gitarrist Anders "Blakkheim" Nyström geschrieben und gespielt, der eine Band haben wollte, in der er extremere Musik komponieren konnte, während Katatonia sanftere Stimmungen erforschte. Die Musik bedient sich des melodischen Black Metal mit einigen Death-Metal- und Thrash-Metal-Einflüssen. Blakkheim wollte mehr mit Struktur, Thema und Komposition experimentieren. Dies ist vor allem auf dem letzten Album Death's Design zu sehen. Dieses Album ist als Soundtrack zu einem nicht existierenden schwedischen Horrorfilm konzipiert, mit 61 Tracks, die in 20 Sätze aufgeteilt sind, jeder mit einem bestimmten Gefühl und Thema. Death's Design enthält viele Passagen mit verschiedenen Genres und Stilen, die mit Progressive Rock, Progressive Metal, Ambient, klassischer Musik und rhythmischen, perkussionsbasierten Passagen experimentieren. Nyström arbeitete zusammen mit Dan Swanö an dem Album. Anfang September 2004 gab Nyström bekannt, dass er das Projekt beendet hatte, nachdem er bei der Arbeit an einem fünften Album nicht die nötige Inspiration gefunden hatte.

## Diskografie
- Promo 1993 (1993) (Demoaufnahme)[2]
- Ravendusk in My Heart (1996)
- The Phantom Lodge (1997)
- Nightwork (1998)
- Death’s Design (2001)

## Bandmitglieder
Diabolical Masquerade
- Anders "Blakkheim" Nyström – Gesang, Gitarre (1993–2004), Bass, Keyboard (1993–1998)
- Dan Swanö – keyboards (1996, 1998–2001), Schlagzeug (1996, 1998), Gastgesang (1997), Hintergrundgesang (1998), Gitarre (2001)

Session members
- Sean C. Bates (Alias von Dan Swanö) – Schlagzeug (1997, 2001)
- Ingmar Döhn (Alias von Dan Swanö) – Bass (1997–2001)